# コーヌスクローネ

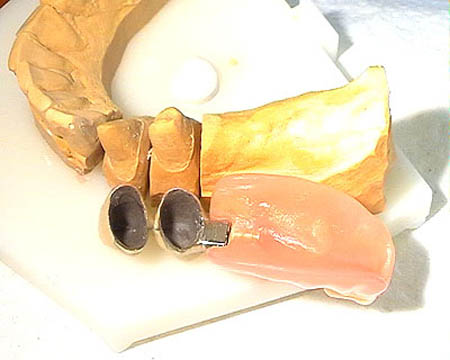
コーヌスクローネ。義歯床に連結するクラウンの部分は外冠と呼ばれる。

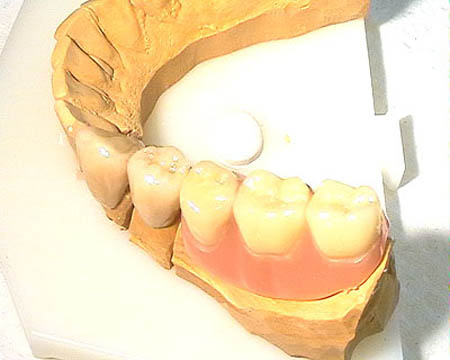
コーヌスクローネの外観。3番、4番支台で、5番、6番、7番欠損。

コーヌスクローネ (英: Konus Krone) とは、維持装置としてクラスプ（ばね）を使わず、二重構造でできた冠を使った嵌め込み式の機構を用いた義歯の事である。テレスコープデンチャーの一種。コーヌス、コーヌステレスコープ、茶筒式義歯とも呼ばれる。クローネとはドイツ語でクラウン（冠）のこと。狭義的にコーヌスクローネを用いた義歯の維持装置のみを指すこともある。
支台となる歯を形成し、その上に被せる金属の内冠を作成し、その内冠に適合する外冠を組み込んだ義歯を作成する。この内冠と外冠の軸面に6度のテーパーを付与してその接触による摩擦力を利用して維持装置とし、義歯を固定する。コーヌスクローネの理解は茶葉を入れる茶筒をイメージすると分かりやすい。茶筒は本体を強く振っても蓋は外れないが、蓋にゆっくりとした力を加えると簡単に外れる。コーヌスクローネも同じ原理を利用している。
保険が適用されない自由診療となる。

## 利点
- クラスプ（ばね）がないため、審美性に優れる
- クラスプで固定する場合よりしっかりと固定され義歯の動揺が少ない
- 強固な支持機能が得られるため、義歯の支台装置として優れている[2]
- 義歯全体を小さくする事が可能なため違和感が少ない
- 支台歯を相互に義歯で固定できる（二次固定効果）
- 義歯を外した際の支台歯の清掃性が良い[3]

## 欠点
- 作成の難易度が高い[3]。
- 内冠を被せるために歯を大きく削って形成する必要がある[3]。さらに特に日本人の場合はほとんどの症例で神経を取らなくてはならなくなる。
- 内冠と外冠に500から900 g（平均700 g）とされる適度な維持力を持たせるための接触を与えることが困難である[1]（緩すぎると維持ができず、きつ過ぎると外冠が内冠に入らない）。鋳造収縮も正確に考慮した非常に精度の高い補綴物が必要なため、技工サイドの高い技術が必要となる。
- 接触部の摩耗により、最終的には脱離につながる[1]。
- 義歯を外した際に内冠で咬むことができない[3]。
- 対応できる歯科医師が少ない。

## 製作法
- 内外冠同時製作法
- レジンコーピング法
- 内外冠同時装着法

## 現状
1980年代に歯科医師である金子一芳、黒田昌彦らの影響で非常に流行った治療であるが、上述のように高い技術が求められる治療のため未熟な技術での治療も多く、予後が本来の期待されるものより悪くなってしまった例が多々あった事、他のテレスコープデンチャー同様、コーヌスクローネの利点を包括するインプラント治療の技術の確立、普及により症例数は減少傾向にある。インプラント治療とは違い手術の必要がないという最大の利点があるため今後も一定数の需要はあると考えられるが、症例数の減少によりコーヌスクローネ作製のための高い技術を有する歯科技工士が減少しつつあるという問題がある（多くの歯科技工学校がコーヌスクローネを実習等で教えていない）。一方、新たな応用展開として近年、デンタルインプラントを用いたコーヌスも研究され、臨床で応用され始めている。

## 画像一覧

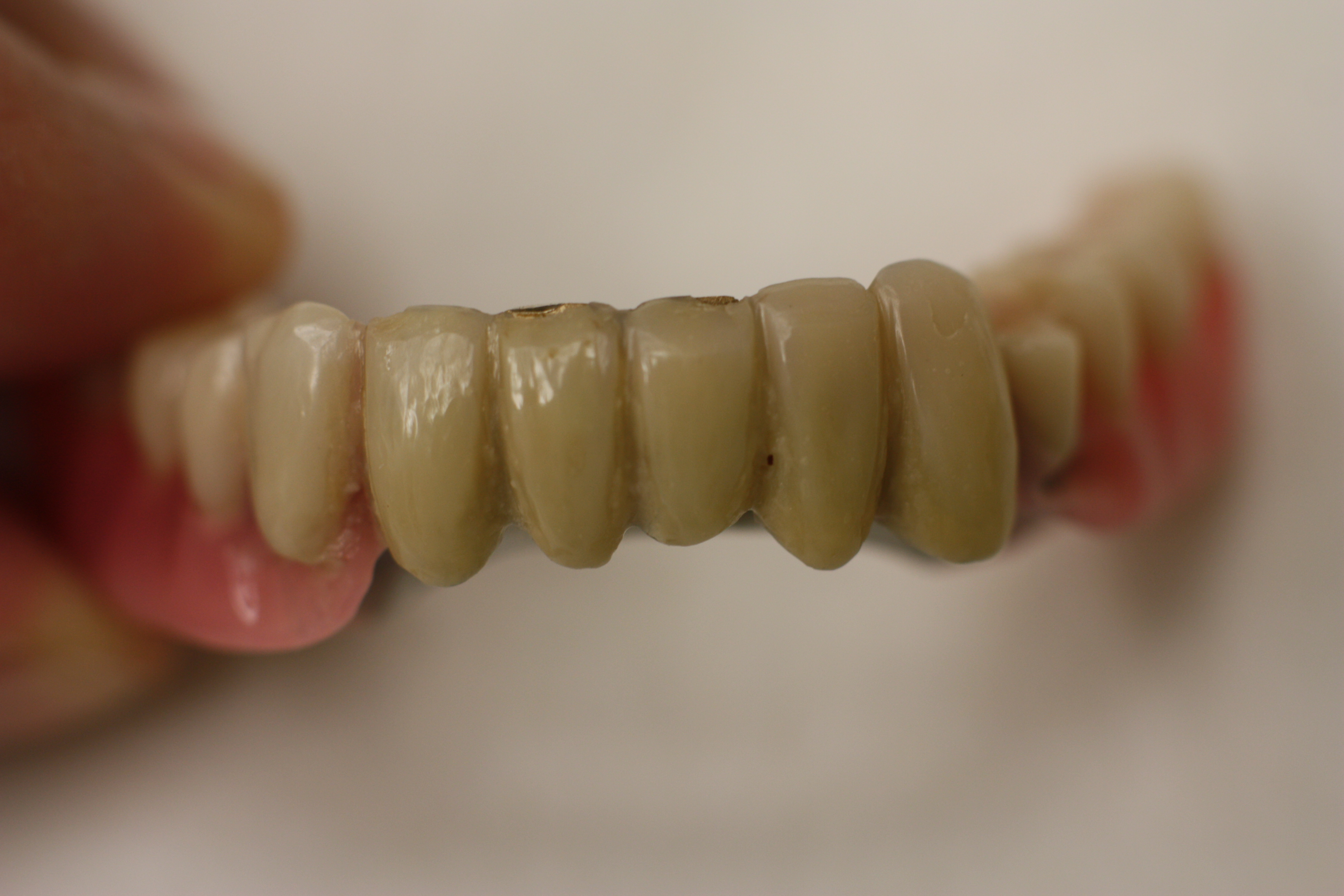
前歯部支台のコーヌステレスコープデンチャー
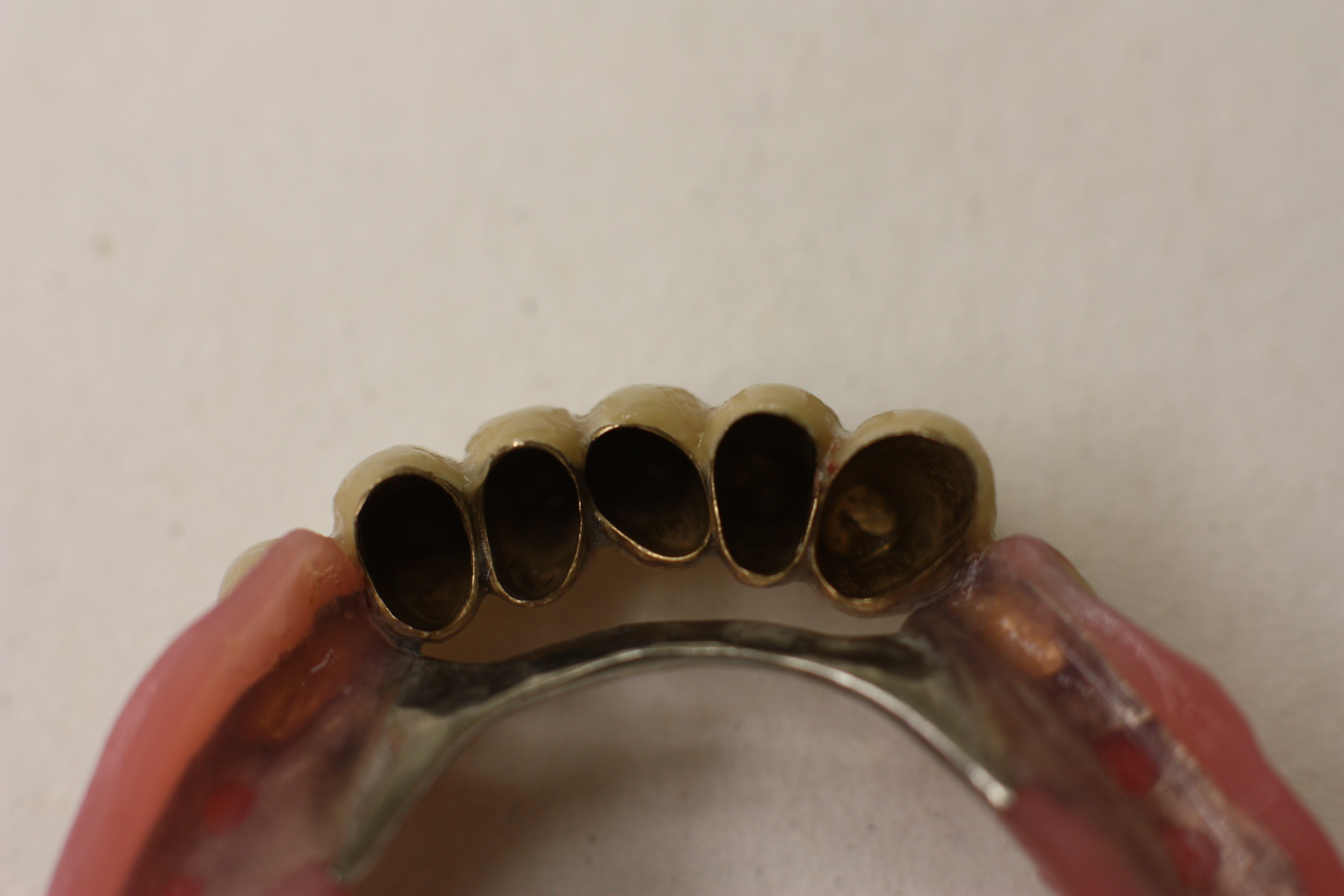
コーヌステレスコープデンチャー外冠の内観画像
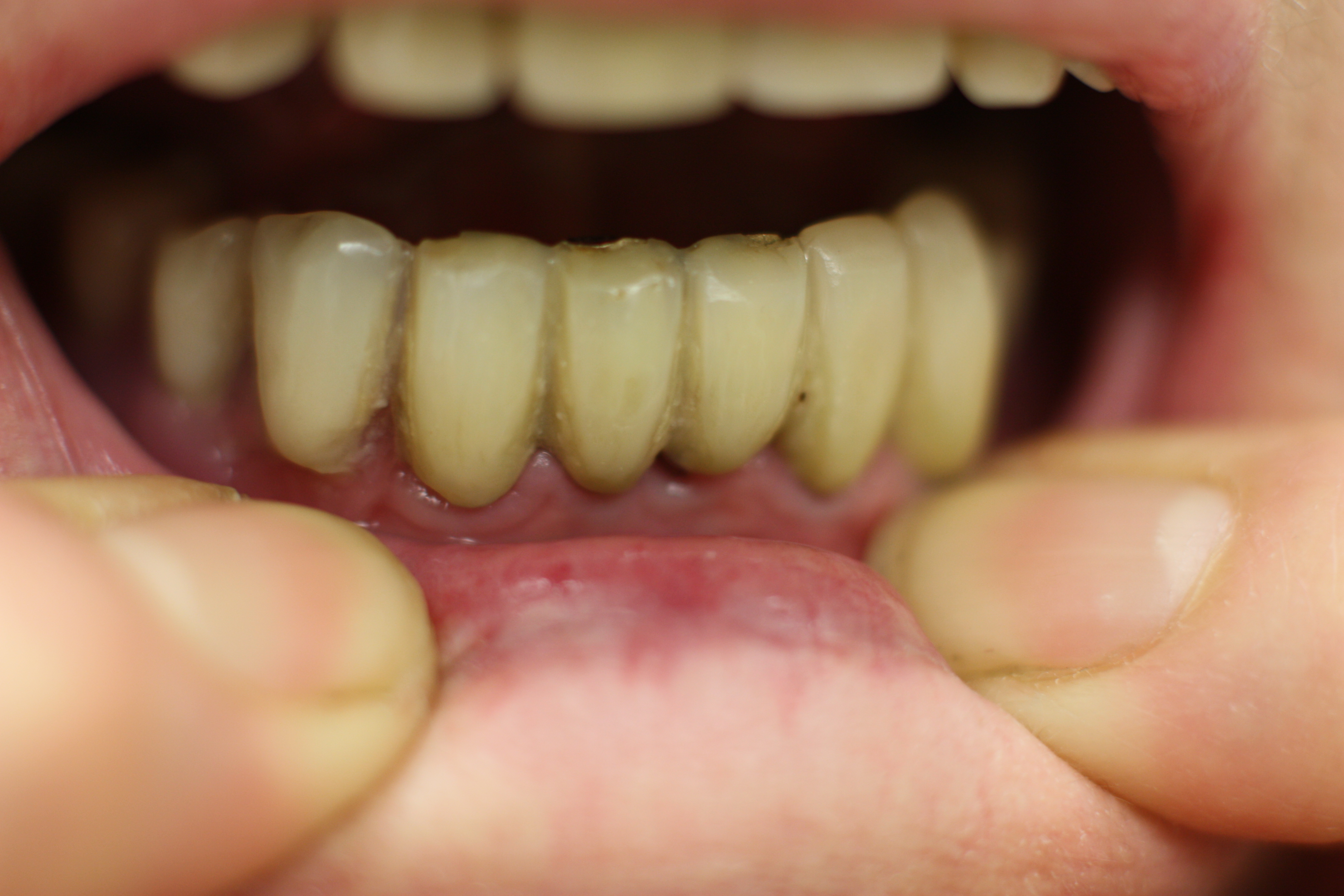
コーヌステレスコープデンチャーを口腔内にセットした状態
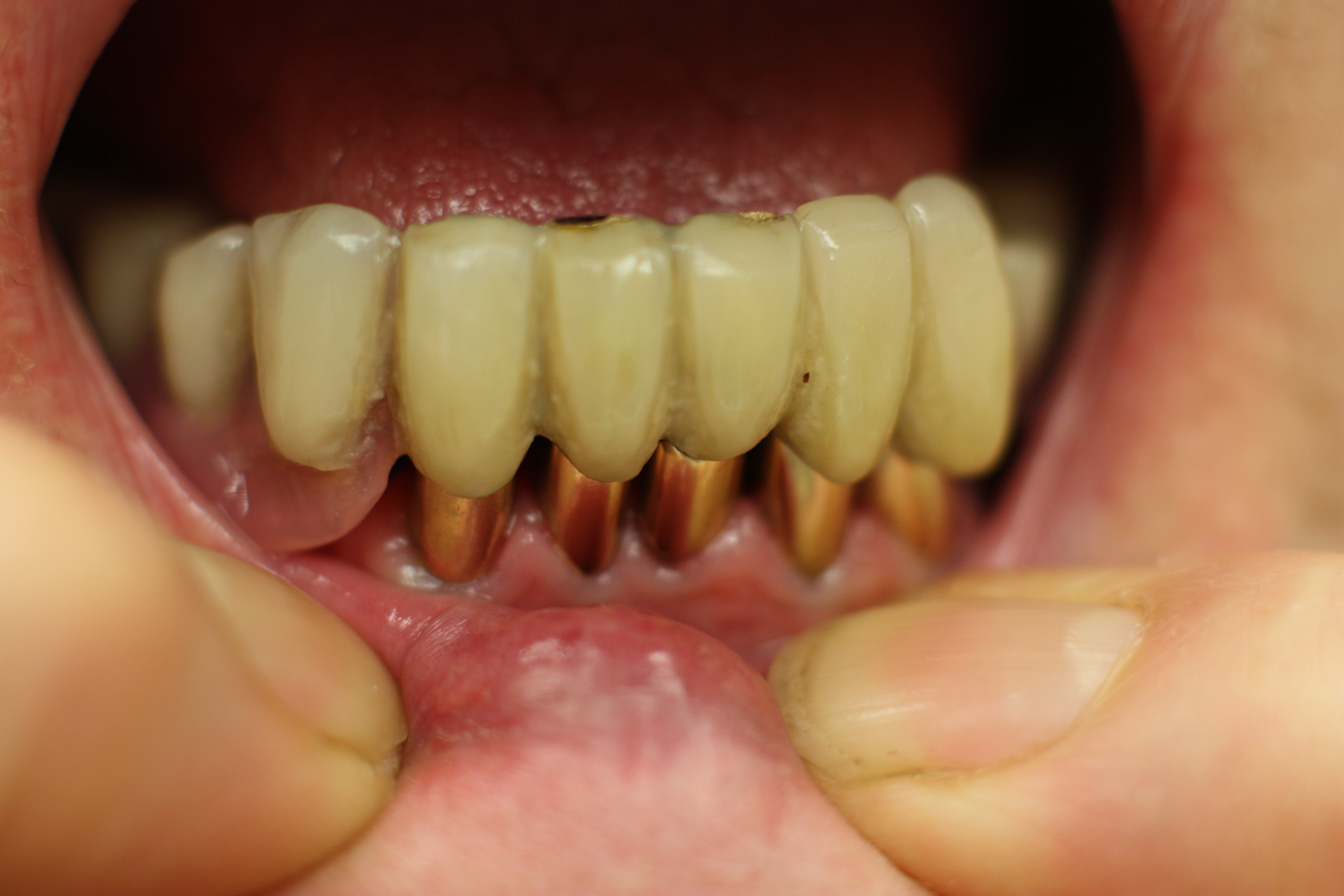
コーヌステレスコープデンチャーの外冠と内冠の位置関係がわかる画像
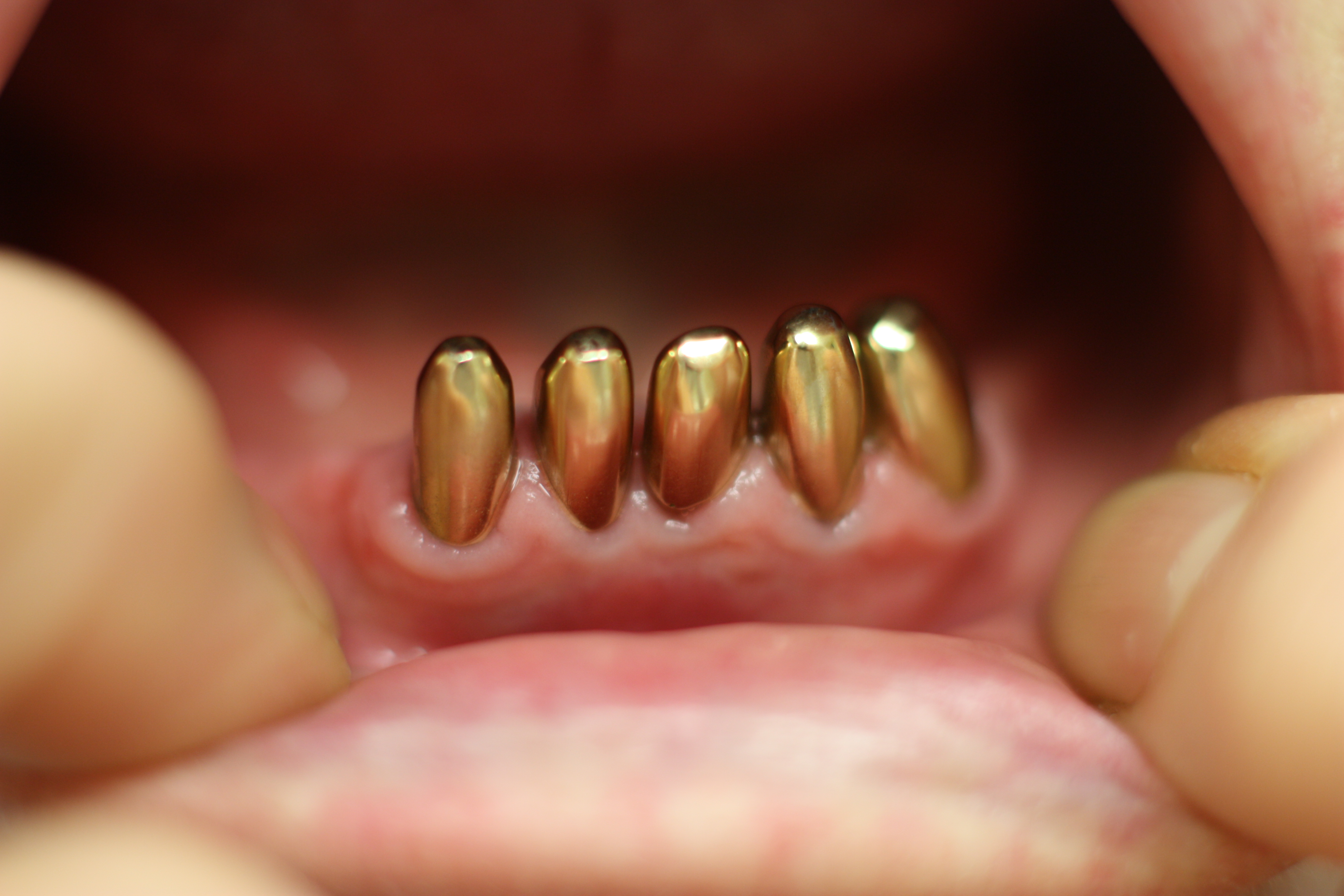
内冠をセットした支台歯